# أكيهيكو أداتشي
أكيهيكو أداتشي (باليابانية: 安達明彦) هو فنان قتال مختلط ياباني، ولد في 11 نوفمبر 1965 في سابورو في اليابان.

## وصلات خارجية
- أكيهيكو أداتشي على موقع شيردوغ (الإنجليزية)